# Joop Boendermaker
Johannes Pieter (Joop) Boendermaker (Hilversum, 7 juli 1925 – 3 mei 2018) was een Nederlands hoogleraar emeritus liturgiewetenschap aan de Vrije Universiteit Amsterdam en kenner van het werk van Maarten Luther.

## Biografie
Boendermaker was een zoon van de lutherse predikant en latere hoogleraar Pieter Boendermaker (1893-1977) en diens eerste echtgenote Constantia Margaretha Adriana Anna van Hoogstraten (1894-1927), telg uit het geslacht Van Hoogstraten. Hij studeerde theologie aan de Universiteit van Amsterdam en aan de Friedrich-Alexander Universität in Erlangen. Hij werd daarna predikant met standplaatsen Eindhoven (1951-1963) en Naarden-Bussum (1964-1969). In 1965 promoveerde hij op Luthers commentaar op de brief aan de Hebreeën, 1517-1518 bij prof. dr. Willem Jan Kooiman (1903-1968), hoogleraar aan het Evangelisch-Luthers Seminarium. Na het overlijden van die laatste volgde Boendermaker hem bij het seminarium op (zijn vader was daar ook hoogleraar geweest tussen 1946 en 1963); zijn inaugurele rede uit 1969 droeg de titel Tien jaar Lutherstudie in Nederland. Van 1990 tot 1995 was hij tevens bijzonder hoogleraar liturgiewetenschap aan de Vrije Universiteit. In 1995 ging hij met emeritaat; zijn afscheidscollege van het seminarium hield hij op 20 maart 1996 onder de titel Boven komt beneden langs. Hij publiceerde tientallen artikelen en enkele boeken over Maarten Luther en over liturgie.
Bij zijn 65e en bij zijn 82e verjaardag werden hem bundels opstellen aangeboden. Prof. dr. J.P. Boendermaker overleed in 2018 op 92-jarige leeftijd, als weduwnaar van Elise Anna Catharina (Lies) Duyvendak (1922-2014) met wie hij een zoon en dochter had.